# Oligia faroulti
Oligia faroulti là một loài bướm đêm trong họ Noctuidae.